# Вічентинські Передальпи
Вічентинські Передальпи або Вічентинські Альпи (італ. Prealpi Vicentine, Alpi Vicentine, нім. Vizentiner Alpen) — підвідділ (у класифікаційнім значінні) Венетських Передальп за класифікацією SOIUSA. Розлягаються насамперед на теренах провінції Верона, провінції Віченца та провінції Тренто, між річками Адідже та Брента.
Найважливіші зони Вічентинських Передальп: Малі Доломіти (масив Пазубіо, Пасмо Сенджо Альто, масив Кареґа та Пасмо Тре Крочі), масив плато Альтіп'яні (Альтоп'яно дей Сетте Комуні, Альтоп'яно ді Фольґарія та Альтоп'яано ді Лавароне) та гори Лессінія.

## Класифікація і межі

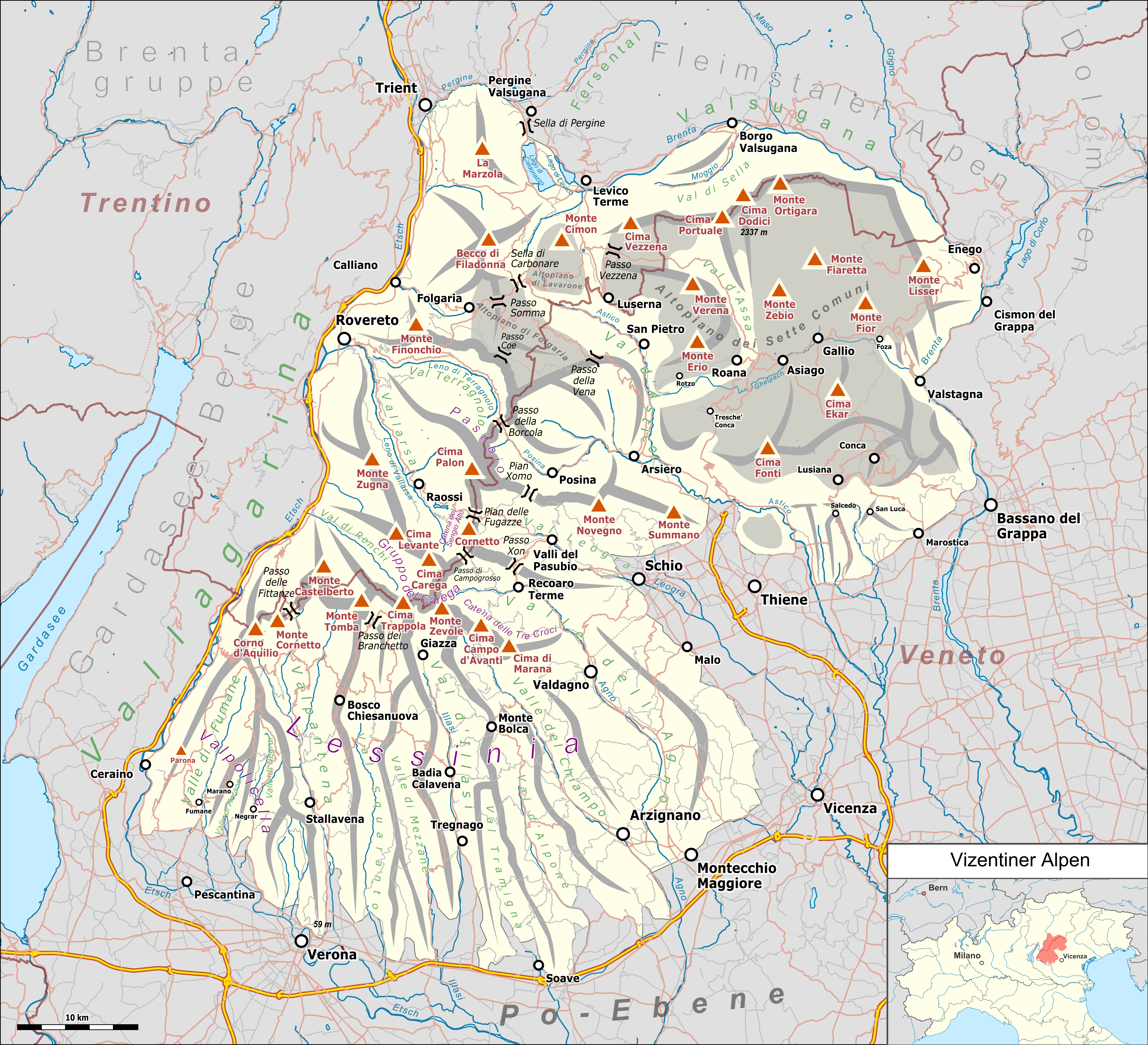
Детальна мапа гірського масива Вічентинських Передальп.

Німецько-австрійська класифікація Альп AVE визначає межі Вічентинських Передальп номером 54 на мапі Східних Альп у зоні Південно-Східних Альп.

За італійською класифікацією SOIUSA територія Вічентинських Преальп практично збігається з межами, що пропонує німецько-австрійська AVE. 

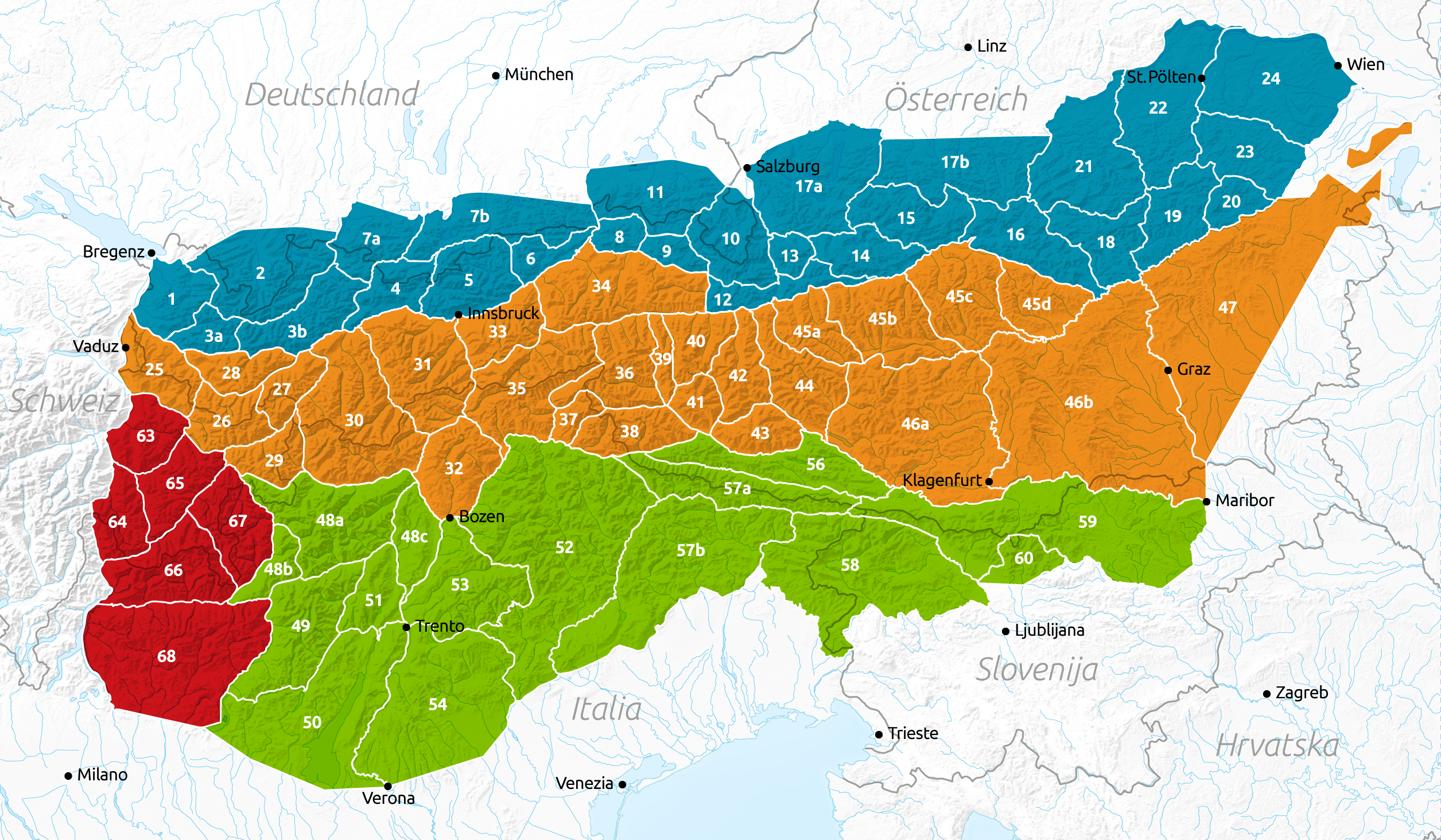
Вічентинські Альпи за класифікацією AVE позначено номером 54.

## Галерея зображень

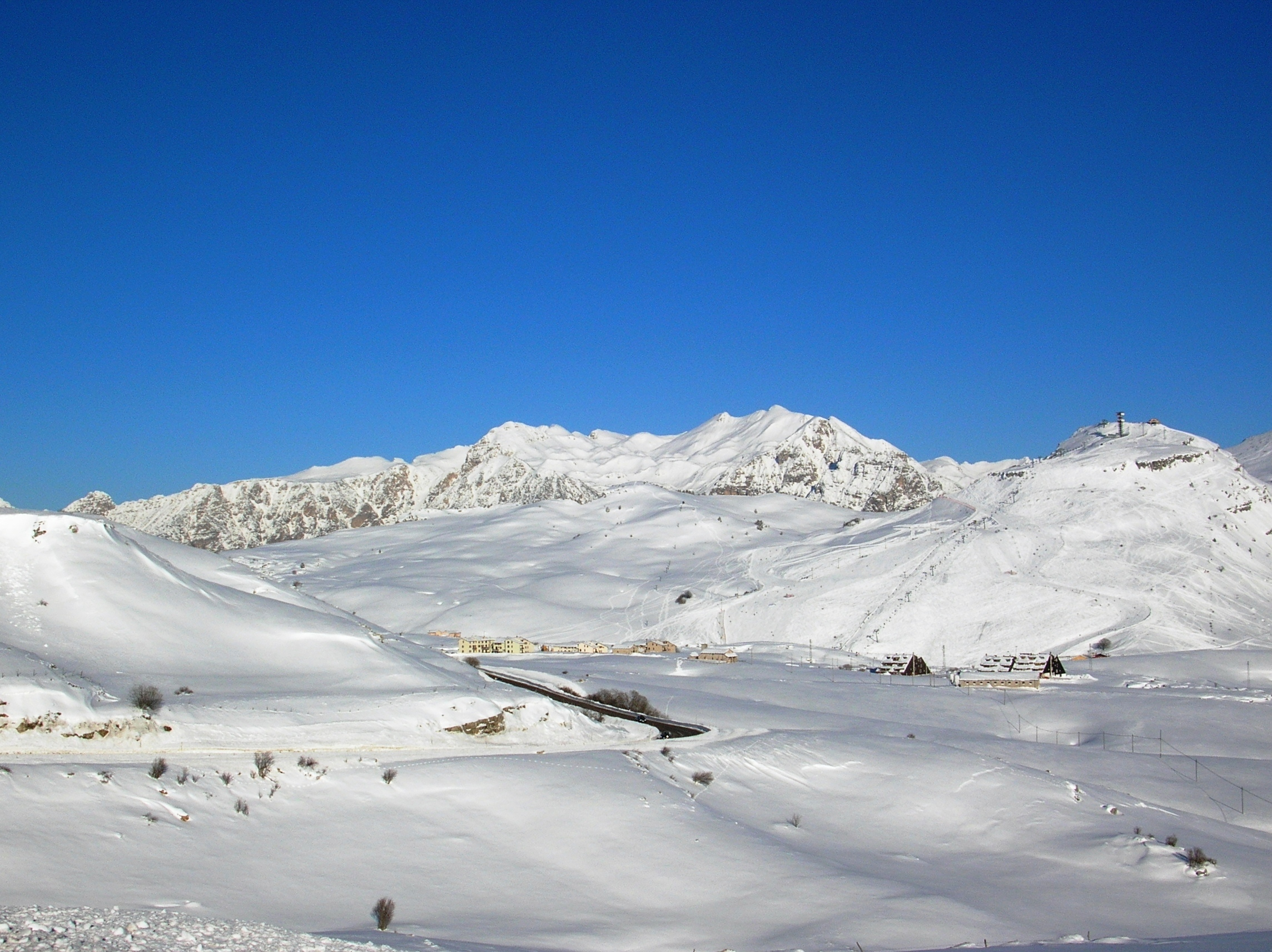
Зимовий вид на верхню Лессінію з гірськолижними схилами Сан-Джорджо
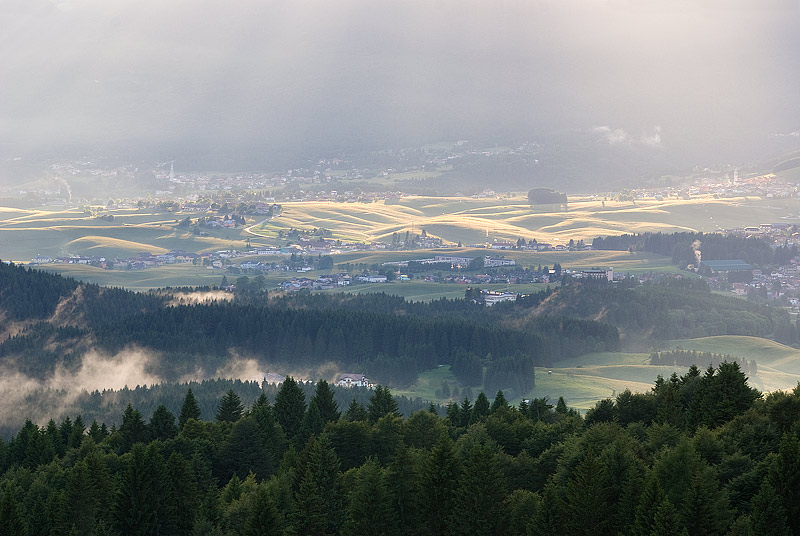
Плато Альтоп'яно дей Сетте Комуні (Плато Семи Комун): Азіаго
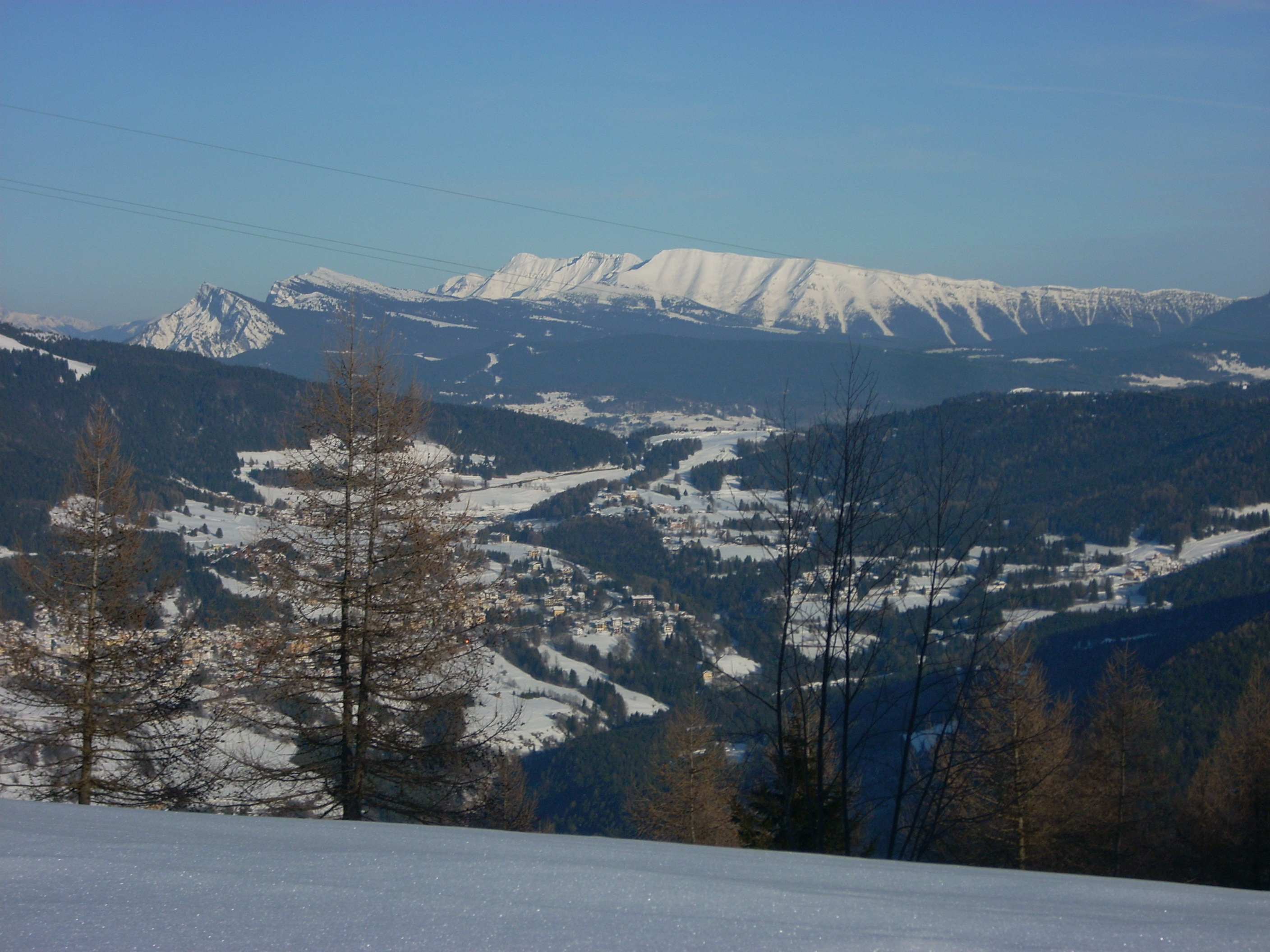
Плато Фольгарія з Чима Портуле на задньому плані
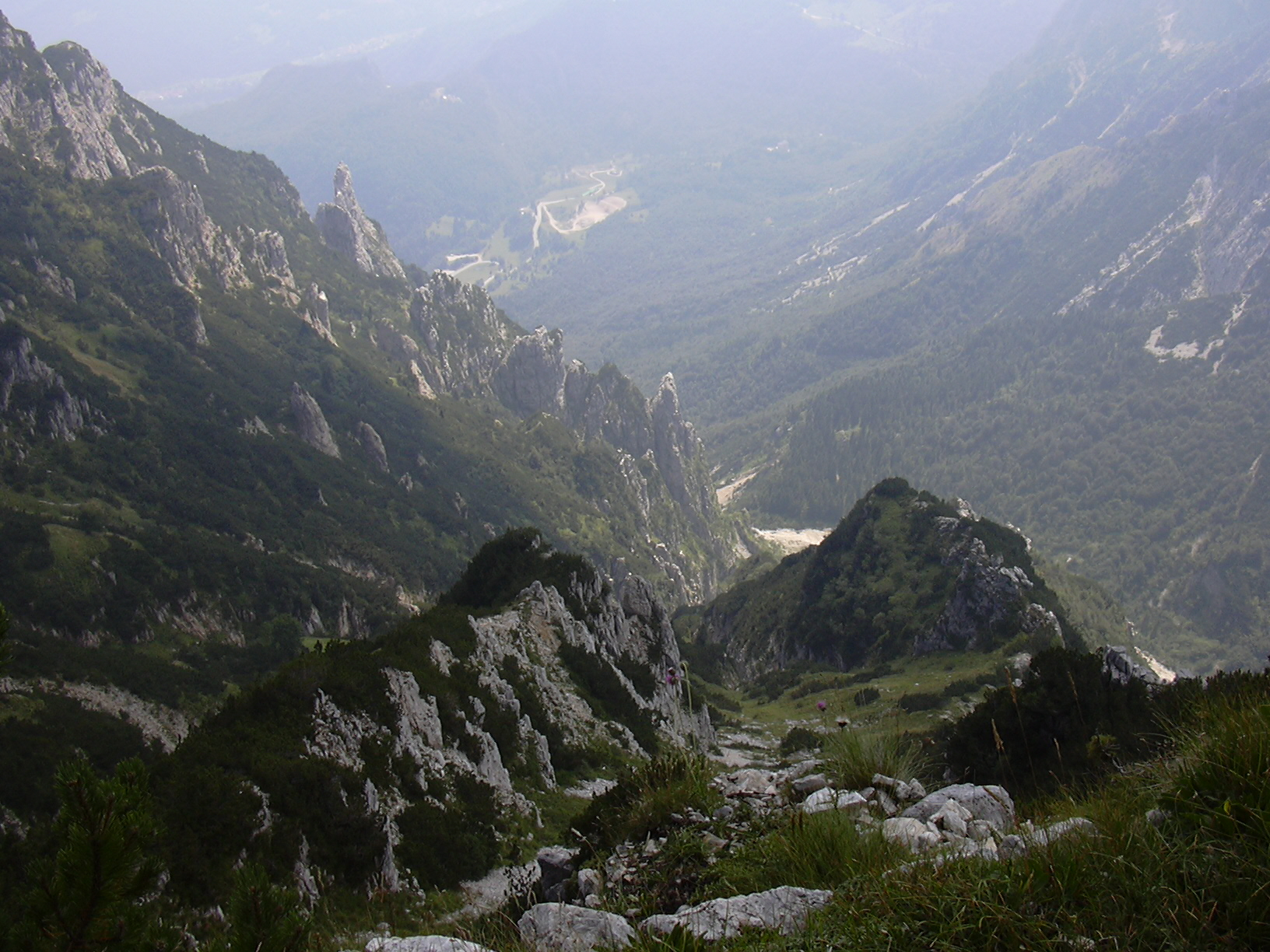
Панорамний вид з гори Пасубіо
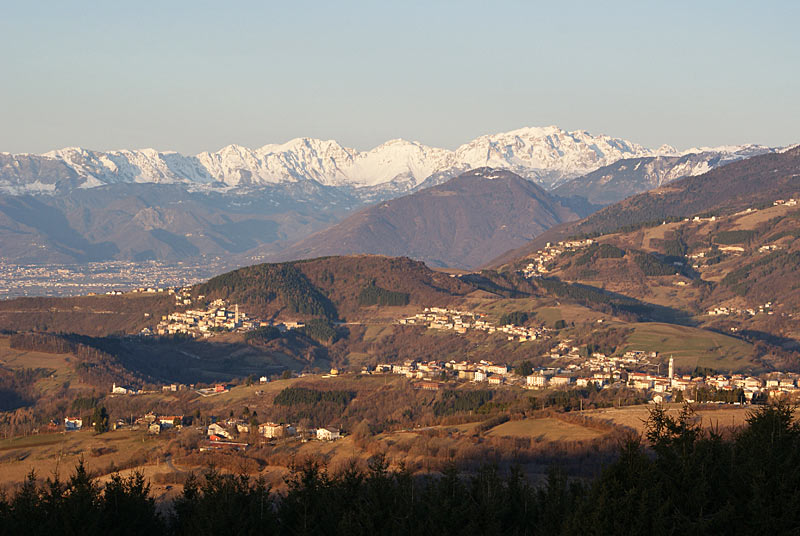
Південна сторона семи муніципалітетів та Маленькі Доломітові Альпи на задньому плані
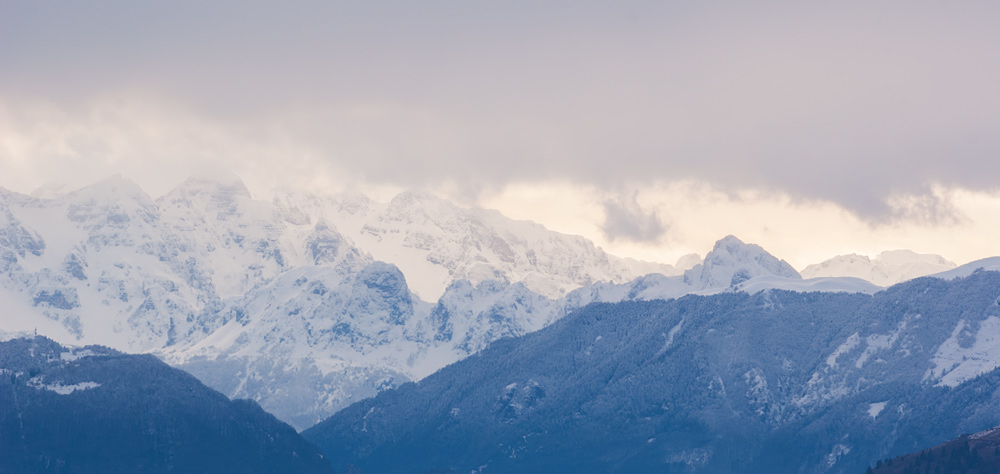
Сіма Карега, Баффелан, Монте Корнетто, видно з Руббіо ( Altopiano dei Sette Comuni )
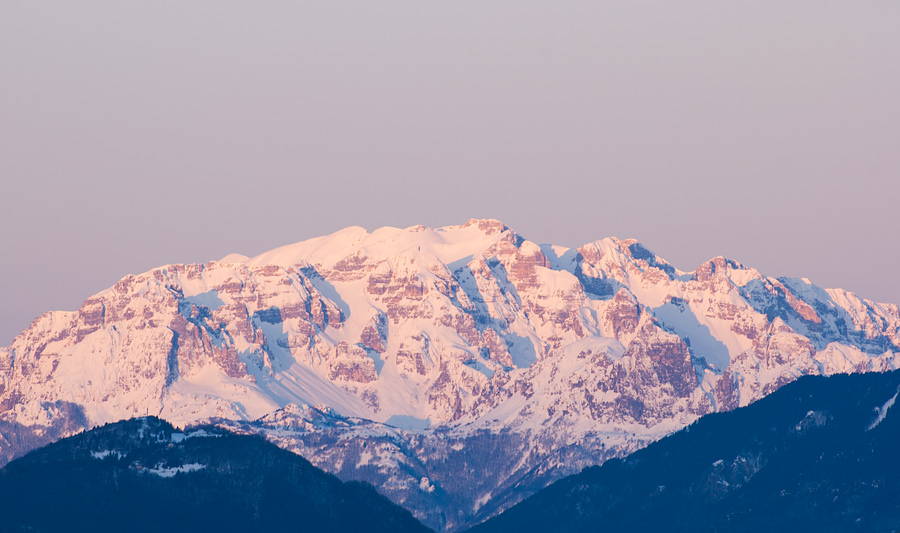
Сіма Карега видно з Руббіо ( Altopiano dei Sette Comuni )
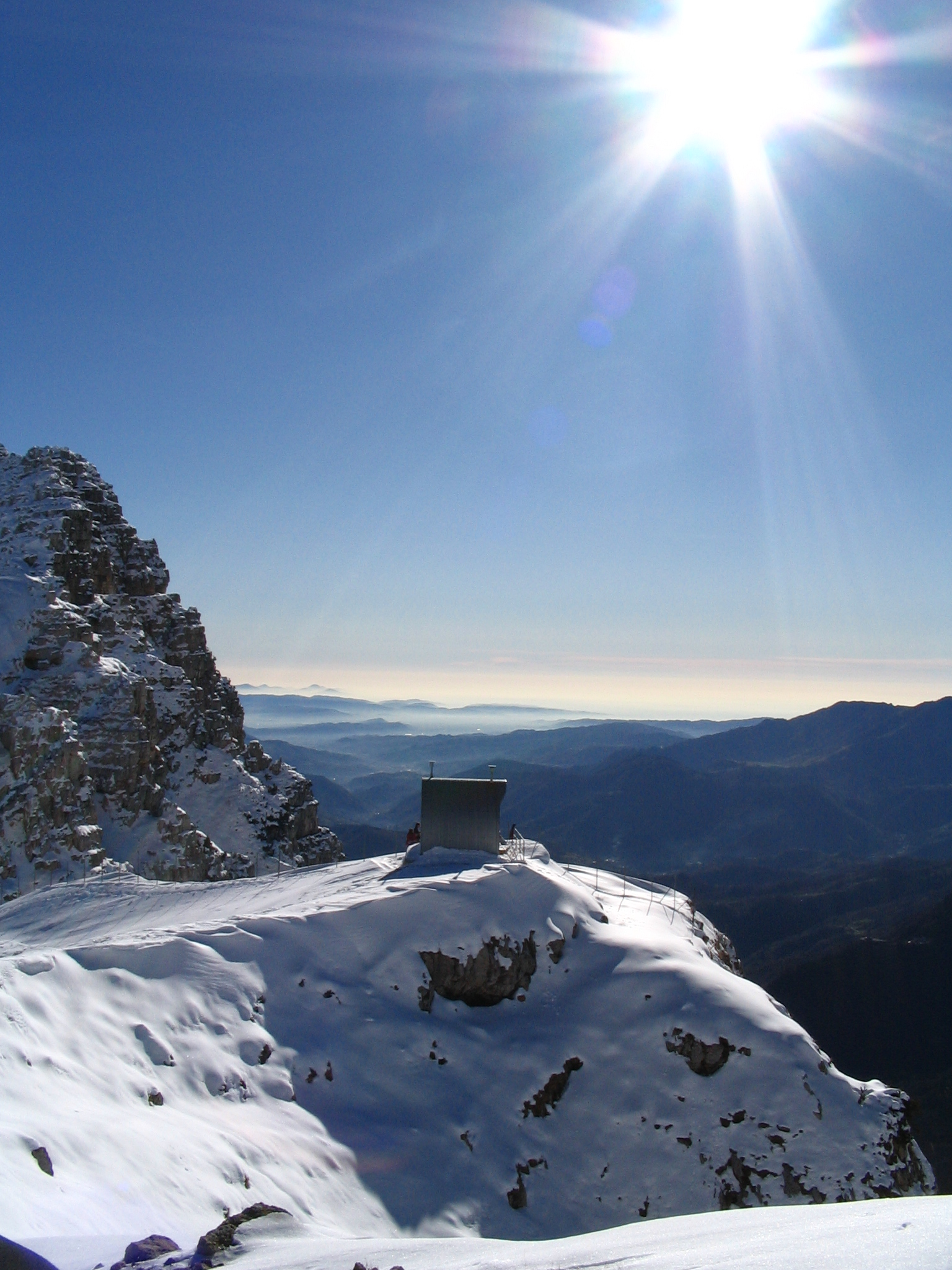
Бівуак Марцотто-Саккі